# Perge

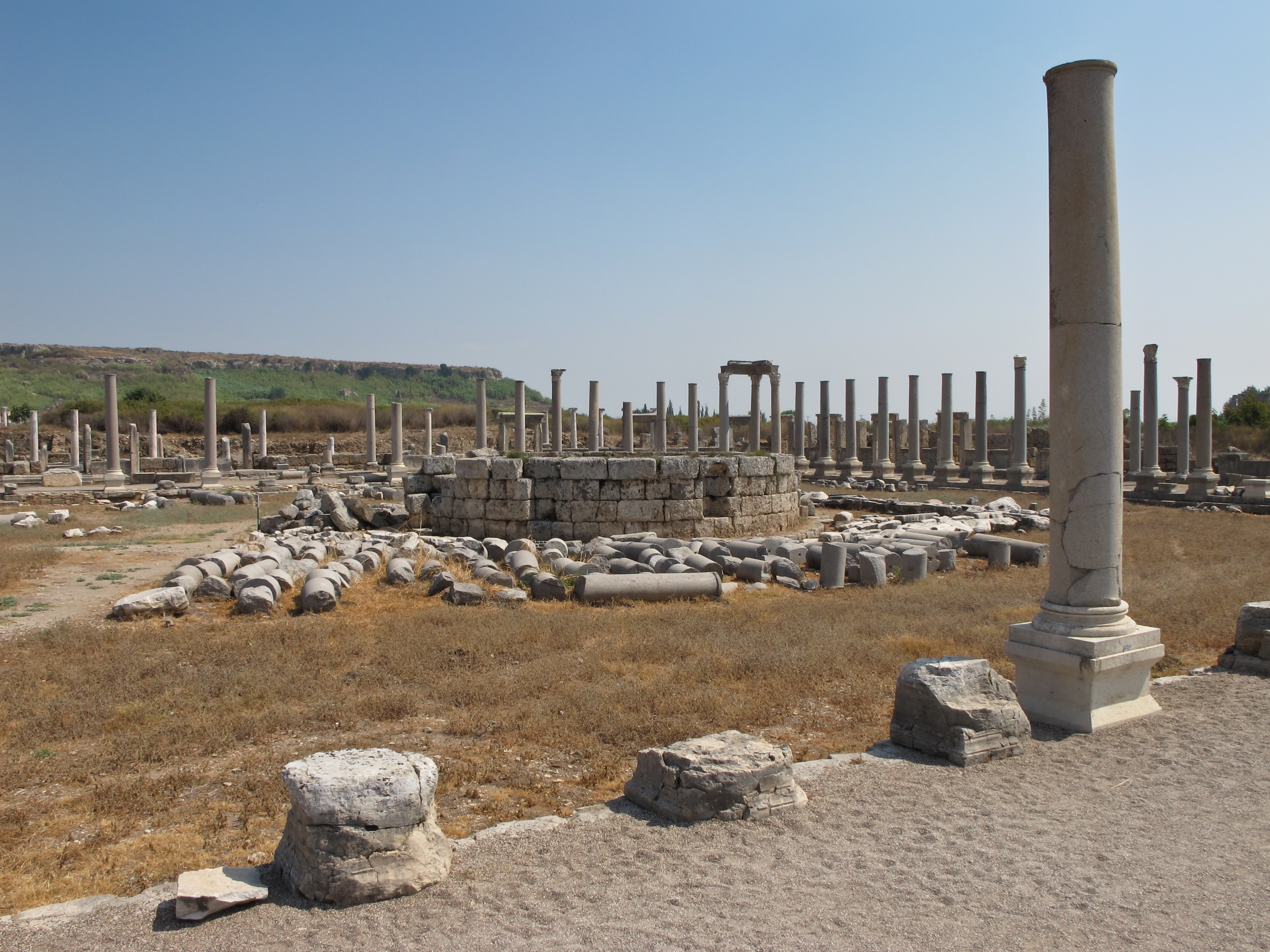
Àgora

Perge (en grec antic Πέργη) era una important ciutat de Pamfília, a uns 10 km de la costa i a 5 km a l'oest del riu Kestros (avui Aksu). Sota els hitites, es deia Parha i el riu es deia Kastaraya. En l'actualitat, se situa a 15 km a l'est de la ciutat d'Antalya, a Turquia.
Les primeres notícies històriques la situen dins les regions conquerides pel Regne de Tarhuntasa, creat per Hattusilis III per al seu nebot Kurunta. Tant Cal·límac de Cirene com Estrabó diuen que era molt coneguda per l'especial adoració a la deessa Àrtemis, que tenia un temple dalt d'un turó vora la ciutat, on se celebraven unes festes anuals.
Escílax de Carianda la menciona, i diu que antigament era a tocar de la costa. Estrabó explica que els aqueus la van fundar després de la Guerra de Troia, per colonitzadors que acompanyaven Mopsos i Amfíloc. La presència d'aqueus hi ha estat confirmada per l'arqueologia. Se'n desconeix la sort posterior, ja que no en queda constància escrita, i no se sap si era part de Frígia o de Lídia, però sí que va formar part de Pèrsia. L'any 333 aC, la ciutat, que encara no tenia muralles, es va rendir a Alexandre el Gran quan aquest havia conquerit Faselis, i Flavi Arrià descriu una carretera llarga i difícil entre les dues ciutats. Després va passar a mans d'Antígon i la va ocupar l'Imperi Selèucida. El 188 aC, el tractat d'Apamea la va cedir a Roma, però la ciutat no ho va acceptar i una guarnició selèucida hi va romandre fins a l'any 186 aC, en què va passar a Pèrgam per decisió dels romans. El 133 aC, es va declarar independent. El 79 aC, ja estava sota domini de Roma.
L'any 46, Pau de Tars va anar a predicar a la ciutat, i durant l'Imperi Romà era una ciutat important i un centre cristià, especialment a partir de Constantí el Gran. Els segles V i VI hi va haver freqüents aldarulls i els ciutadans van romandre darrere de les muralles. Al segle vii, els musulmans la van atacar diverses vegades i part de la població se'n va anar a Adalia, i finalment es va despoblar.
Ciutadans famosos de Perge són el metge Asclepíades, el sofista Varus, i el matemàtic Apol·loni.
Va ser excavada a partir del 1946.